# Fedayin palestinos

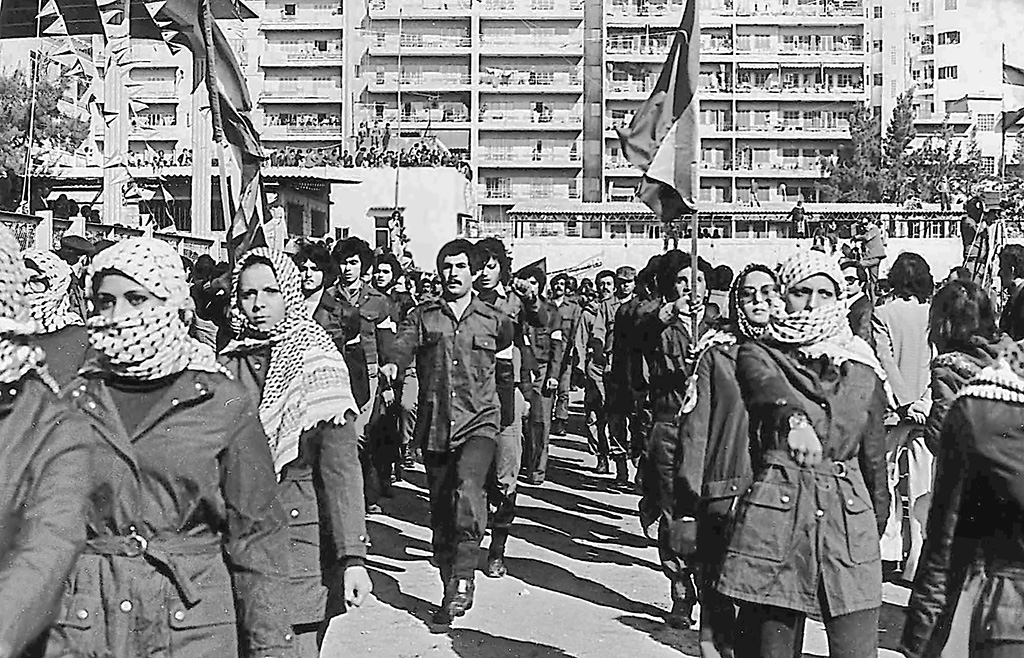
Fedayin da Fatah em Beirute, Líbano, 1979

Fedayin palestinos (do árabe fidā'ī, plural fidā'iyūn, فدائيون) é um termo que se refere aos militantes ou guerrilheiros de orientação nacionalista entre o povo palestino. A maioria dos palestinos considera os fedayin como "guerreiros da liberdade", enquanto o governo israelense os descreve como "terroristas".